# Carl Sipmann
Carl Sipmann, auch Karl Sipmann, fälschlich Carl Sittmann (* 1802 in Düsseldorf; † um 1857 ebenda), war ein deutscher Maler der Düsseldorfer Schule.

## Leben
Carl Sipmann war ein jüngerer Bruder des Malers Gerhard Sippmann. Wie dieser studierte er Malerei an der Kunstakademie Düsseldorf. Dort war er ein Schüler von Peter Cornelius. Unter dessen Leitung wirkte er in den Jahren ab 1825 an der Ausmalung der Münchner Hofgartenarkaden und der Glypothek mit, zusammen mit Eugen Napoleon Neureuther hauptsächlich als Maler von Blumengewinden, Trophäen und anderen Ornamenten, die heute nicht mehr erhalten sind. Nach einem Entwurf von Clemens Zimmermann schuf er für die Hofgartenarkaden die allegorische Figur eines „Genius des Glücks“. Zurück in Düsseldorf empfahl er sich als Dekorations- und Stubenmaler und trat als Schöpfer von Blumen- und Früchtestillleben sowie durch Figurenbilder in historischen Darstellungen hervor. Auf das Jahr 1831 datierten ein „Blumenstück“ sowie das Bild einer „Madonna mit dem göttlichen Sohne“. Auf der Provinzial-Gewerbe-Ausstellung für Rheinland und Westphalen im Jahr 1852 zeigte er „diverse Proben von Fenster-Vorsteller[n] und Rolleau[s]“.